# Таймурзинська сільська рада
Тайму́рзинська сільська рада (рос. Таймурзинский сельский совет) — муніципальне утворення у складі Дюртюлинського району Башкортостану, Росія. Адміністративний центр — село Таймурзино.

## Населення
Населення — 833 особи (2019, 928 у 2010, 818 у 2002).

## Склад
До складу поселення входять такі населені пункти:
| Населений пункт        | Населення, осіб (2002) | Населення, осіб (2010) |
| ---------------------- | ---------------------- | ---------------------- |
| Салпарово, присілок    | 75                     | 85                     |
| Султанбеково, присілок | 172                    | 182                    |
| Таймурзино, село       | 571                    | 661                    |